# 君島彩子
君島 彩子（きみしま あやこ、1980年 - ）は、日本の物質宗教論、宗教美術史研究者。和光大学講師。

## 経歴
女子美術大学附属中学・高等学校卒業。和光大学表現学部芸術学科卒業。総合研究大学院大学文化科学研究科博士後期課程修了。学術博士取得。日本学術振興会特別研究員。
主な著作に『観音像とは何か――平和モニュメントの近・現代』青弓社などがある。
2023年より和光大学講師。

## 人物
自身も制作活動を行いながら、仏像から社会を見る研究を続けている。修士論文では森村泰昌が『信貴山縁起絵巻』の「剣の護法」に扮した作品の研究を行った。著作『観音像とは何か――平和モニュメントの近・現代』（青弓社）では、近代以降に美術概念を受けて制作されるようになった「モニュメントとしての独自の発展を遂げた観音像」の近・現代史を描き出した。「万博と仏教―オリエンタリズムか、それとも祈りか？」（高島屋史料館企画展示室）など、展覧会の監修なども手掛けている。自身のゼミ和光大学芸術学科では、月に1回のフィールドワークを実施している。

## 実績

### 単著
- 『観音像とは何か――平和モニュメントの近・現代』青弓社、2021年[1]

### 共著
- 『蜘蛛の巣上の無明――インターネット時代の身心知の刷新にむけて』稲賀繁美編 、花鳥社 [2]
- 『陽咸二展　混ざりあうカタチ』宇都宮美術館 展覧会図録[2]

### 展覧会監修
- 「万博と仏教―オリエンタリズムか、それとも祈りか？」高島屋史料館企画展示室、2023年[3]

### 受賞学術賞
- 公益財団法人国際宗教研究所 第15回（公財）国際宗教研究所賞・奨励賞（『平和祈念信仰における観音像の研究』）[2]
- 中外日報社 第15回涙骨賞 論文部門：本賞（「現代の『マリア観音』と戦争死者慰霊―硫黄島、レイテ島、グアム島、サイパン島の事例から―」）[2]